# Timothy Jackson
Timothy L. Jackson est un musicologue américain, professeur à l'Université du Nord du Texas, né en 1958.

## Biographie
Les travaux de Timothy Jackson se concentrent sur la musique des XIXe et XXe siècles, et sur la théorie musicale de Heinrich Schenker. Il est connu pour ses recherches sur la musique de Richard Strauss, dont il a fait le sujet de sa thèse de doctorat, intitulée The last Strauss: studies of the Letzte Lieder, soutenue en 1988 à l'Université de New York, sous la direction de Carl Schachter. 
Il est passé de l'étude de la musique allemande à l'étude des traditions russe et finlandaise. Il a réalisé une monographie sur la Sixième symphonie de Tchaïkovski pour les Cambridge Handbooks Series en 1999, ainsi qu'un volume intitulé Bruckner Studies à Cambridge en 1997, et un autre intitulé Sibelius Studies, de nouveau à Cambridge, en 2000. En 2001, il publie Perspectives on Anton Bruckner, chez Ashgate. 
Avec Paul Hawkshaw, de l'Université Yale, il a écrit l'article sur Anton Bruckner du Grove Dictionary of Music and Musicians, en 2001. Il est en train d'éditer un nouveau volume, Richard Strauss Studies, toujours à Cambridge. 
Jackson a publié des articles sur de nombreux sujets, en particulier sur les théories formelles et les structures tonales, dans des journaux comme The Journal of music theory, Music analysis, In theory only, et Theory and practice. 
Ses recherches sur les compositeurs du XXe siècle, comme Arnold Schönberg ou Dmitri Chostakovitch, sont parues dans 19th century music, The musical quarterly, Music and letters ainsi que dans le Journal of musicological research et le International journal of musicology. Elles ont été publiées par les presses universitaires de Cambridge, Duke et Princeton,.

## Publications
- The last Strauss: studies of the Letzte Lieder, thèse de doctorat, sous la direction de Carl Schachter, 1988.
- Bruckner Studies, avec Paul Hawkshaw, Cambridge University Press, 1997[4].
- Cambridge handbook on Tchaikovsky's sixth symphony (Pathetique), Cambridge University Press, 1999[5].
- Perspectives on Anton Bruckner, avec Paul Hawkshaw et Crawford Howie, Londres, Ashgate Press, 2001[6].
- Sibelius Studies, avec Veijo Murtomaki, Cambridge University Press, 2001[7].
- The Schenker-Oppel exchange: Schenker as composition teacher, Music Analysis, Oxford, 2001.
- Anton Bruckner, Grove Dictionary of Music and Musicians, Londres, Macmillan, 2001.
- Representations of exile and consolation in Hindemith's Mathis der Maler, 2005.
- Sibelius in the old and new world: aspects of his music, its interpretation and reception, avec Veijo Murtomaki, Peter Lang, 2010[8].